# Ada Negri
Ada Negri (Lodi, 3 de febrero de 1870 - Milán, 11 de enero de 1945) fue una escritora, principalmente poetisa, italiana.
Nació de una familia de artesanos, Giuseppe Neri y Vittoria Cornalba, y trabajó como profesora de escuela en un pueblo. Su primer libro de poemas, Tempeste (1891) cuenta la irresoluble tragedia de los olvidados pobres, en palabras de vehemente belleza.
Su segundo volumen lírico, Fatalità, confirmó su reputación como poetisa, y tuvo como consecuencia su nombramiento como profesora en una escuela de Milán. Sus obras posteriores, aunque impactantes por su sinceridad, se consideran tendentes a la repetición y consecuente manierismo.
Ada Negri fue una visitante asidua a Laglio en el lago de Como, donde escribió su única novela en prosa: Stella Mattutina (Estrella de la Mañana), publicada en 1921.
Se convirtió en la primera mujer miembro de la Academia Italiana en 1940.

## Vida
Ada nació en Lodi, en el seno de una familia humilde: su padre Giuseppe era albañil y su madre Vittoria Cornalba, hilandera. Pasó su infancia en la conserjería del palacio donde su abuela, Peppina Panni, trabajaba como ama de llaves de la famosa soprano milanesa Giuditta Grisi, esposa del conde Barni. Allí pasaba el tiempo observando a la gente que pasaba por la calle, como describe en su novela autobiográfica Estrella Matutina (1921).
Apenas un año después de nacer queda huérfana de padre. Gracias al esfuerzo de su madre, puede asistir a la Scuola normale femminile di Lodi (Escuela normal femenina de Lodi), obteniendo el diploma de enseñanza elemental. Comenzó a desempeñar su profesión en 1888, en la escuela elemental de Motta Visconti, un pequeño pueblo en la provincia de Milán, donde alternaba la enseñanza con un trabajo de periodista y su actividad de poetisa.
En este periodo compone sus primeras poesías, que serán recopiladas en su obra Fatalidad (1892). La publicación de esta colección de poemas fue un gran éxito, por el que Ada adquirió cierta fama. El ministro de educación, Giuseppe Zanardelli, le concede el título de docente ad honorem para poder desempeñar su trabajo en centros de enseñanza superior, como el instituto Gaetana Agnesi de Milán, ciudad donde se desplaza con su madre.
Allí entró en contacto con miembros del partido socialista italiano, entre los que se encuentran Filippo Turati, Benito Mussolini y Anna Kuliscioff, de quien dice sentirse alma gemela.
En 1894 consigue el Premio Milli por su poesía. Ese mismo año se emite su segunda colección de poemas, Tempestades. Durante este periodo su lírica se concentró sobre todo en temas sociales, y adquiere un fuerte tono de denuncia, por el que se gana el sobrenombre de «la poetisa del Cuarto Estado».
En 1896 contrae matrimonio con Giovanni Garlanda, empresario textil de Biella, con quien tiene una hija, Bianca, que le inspira varias poesías, y otra niña llamada Vittoria, que muere con un mes.
Varios sucesos personales modificaron fuertemente su poesía en este periodo, en que sus obras se vuelven crecientemente introspectivas y autobiográficas, como se puede apreciar en Maternidad, publicada en 1904, y en De lo Profundo (1910). 
Su matrimonio duró pocos años, y tras una separación convenida en 1913, Ada viajó a Zúrich, donde permanecería hasta el comienzo de la Primera Guerra Mundial, en 1914. Allí publicó Esilio, obra con evidentes rasgos autobiográficos; la colección de novelas Las Solitarias en 1917, en que recordaba su visión del mundo como una sencilla muchacha de campo; y en 1918 Orazioni, donde recogía el odio a la patria: los años de la guerra habían transformado la pasión civil en pasión patriótica. Desde 1915 hay rastros de su presencia en Lodi través de la correspondencia con la actriz Paola Pezzaglia, intérprete en la escena de su poesía.
La espina dorsal de su poesía era la expresión de los sentimientos y, con el paso de los años, la memoria. En 1919, el mismo año que muere su madre, nace un nuevo recopilatorio de poemas, inspirado en una nueva experiencia: El libro de Mara, libro inusual para la sociedad católica y conservadora de la época, y en 1921 - año del matrimonio de su hija Bianca - publica Stella mattutina, novela autobiográfica, que consigue tanto éxito que es traducido a otras lenguas. 
En 1931 recibe el "Premio Mussolini" por su carrera profesional, eran los años en que Benito Mussolini todavía utilizaba las relaciones de su periodo socialista. El premio consagró a Ada Negri como una intelectual del régimen, tanto que en 1940 se convierte en la primera mujer miembro de la fascista Academia de Italia.
Muere en 1945 en Milán.

Io non ho nome. - Io son la rozza figlia
dell'umida stamberga;
plebe triste e dannata è la mia famiglia,
ma un'indomita fiamma in me s'alberga.
No tengo nombre - soy la tosca hija
de la húmeda alquería;
gente triste y dañada es mi familia
pero una llama indómita en mi se cobija
Ada Negri, Senza Nome (Sin Nombre), Fatalità 1892

## Obras

### Poesía
- 1892 Fatalità
- 1895 Tempeste
- 1904 Maternità
- 1910 Dal Profondo
- 1914 Esilio
- 1918 Orazioni
- 1919 Il libro di Mara
- 1925 I canti dell'isola
- 1930 Vespertina
- 1936 Il dono
- 1946 póstumo Fons amoris
- 1973 póstumo Le cartoline della nonna

### Narrativa
- 1917 Le solitarie (dedicado a la crítica de arte Margherita Sarfatti)
- 1921 Stella mattutina
- 1923 Finestre alte
- 1926 Le strade
- 1929 Sorelle
- 1936 Di giorno in giorno
- 1939 Erba sul sagrato
- 1947 póstumo Oltre